# Gauleses

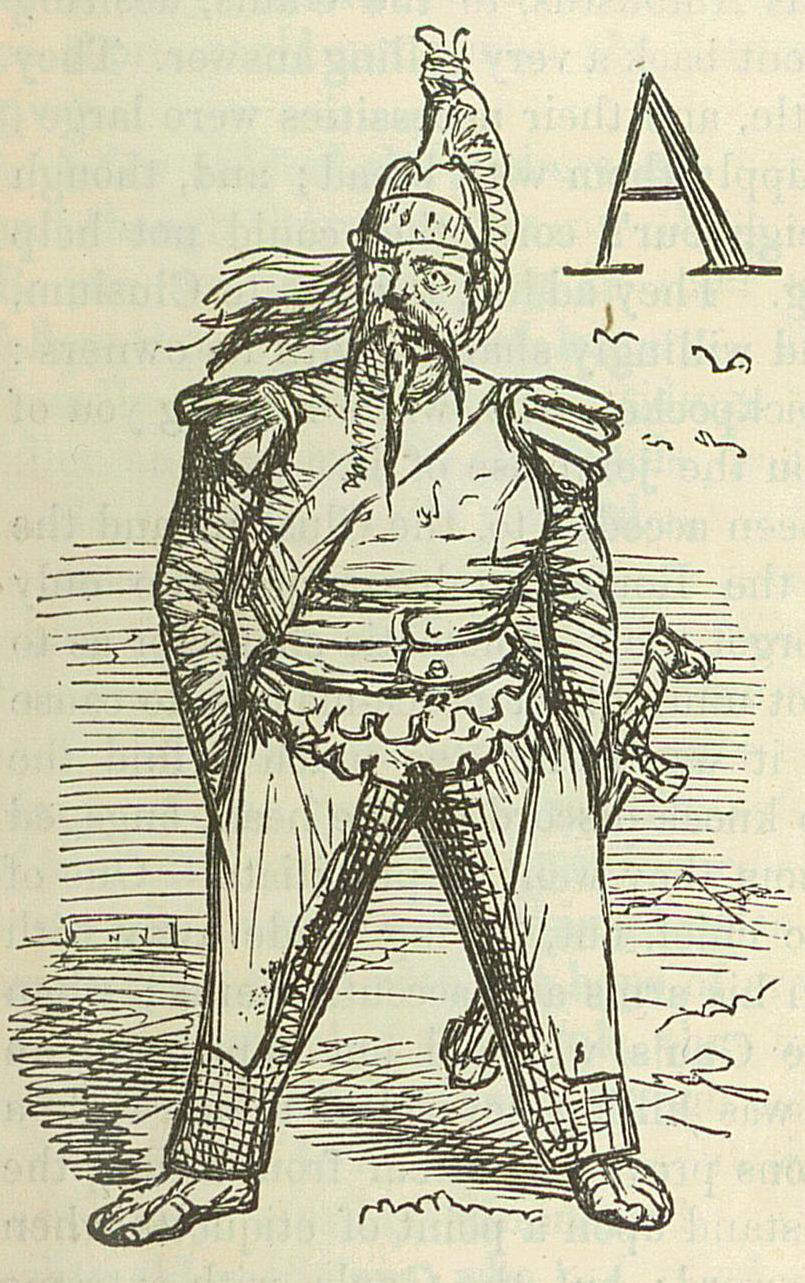
Charge retratando um gaulês

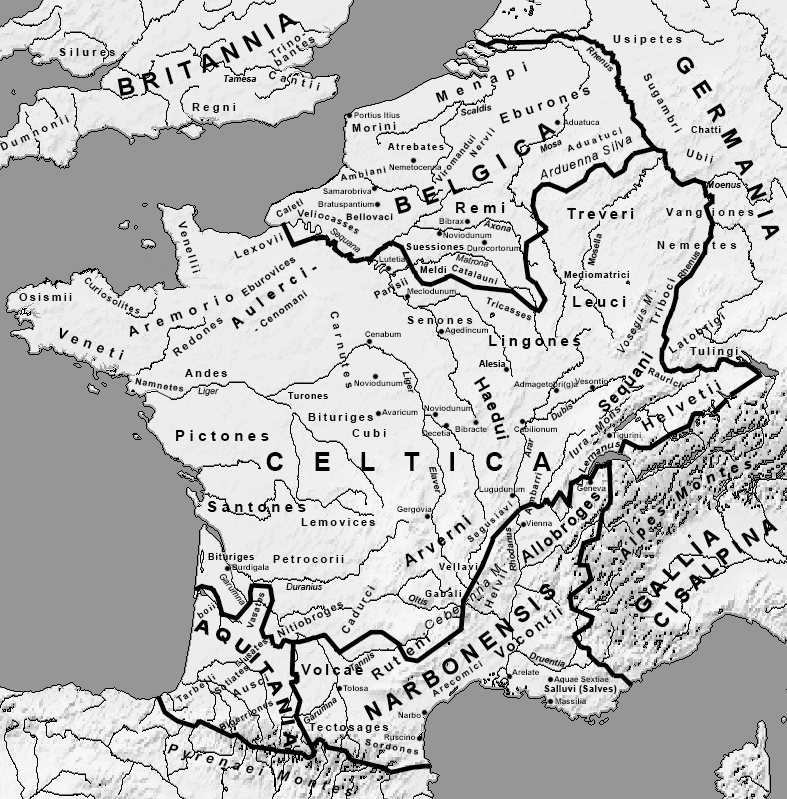
Mapa da Gália ca. século I a.C.

Os gauleses ou galos foram um conjunto de populações celtas que habitava a Gália (em latim: Gallia), isto é, o território que corresponde hoje, grosso modo, à França, à Bélgica e à Itália setentrional proto-histórica, provavelmente a partir da Primeira Idade do Ferro (cerca de 800 a.C.). Os gauleses dividiam-se em diversas tribos ou povos, por vezes federados, cada um com cultura e tradições originais. Os arqueólogos ligam as civilizações gaulesas à civilização celta de La Tène (chamada assim a partir do nome do sítio descoberto no lago Neuchâtel, Suíça). A civilização de La Tène expandiu-se no continente na Segunda Idade do Ferro e desapareceu na Irlanda, durante a Idade Média. Os gauleses foram conquistados por Júlio César, nas Guerras da Gália e durante o período romano foram assimilados em uma cultura galo-romana. Durante a crise do terceiro século (século III), houve um breve Império das Gálias. Com a chegada dos francos, durante o período das migrações (século V), a língua gaulesa foi substituída pelo latim vulgar.

## História
No século III a.C., os gauleses invadiram a Grécia. Após passarem para a Ásia Menor, ocuparam uma região no interior que se chamou Galácia.
Independentes sem estarem unificados, os gauleses foram derrotados militarmente pela República Romana em duas etapas: o sul da Gália Transalpina foi conquistado pelos romanos e tornou-se a província romana da Gália Narbonense, em fins do século II a.C.
Já o norte da Gália (que Júlio César chamava Gália Comata (em latim: Gallia comata; lit."Gália cabeluda")) foi subjugado pelas legiões sob comando daquele general romano no período 58−51 a.C. O momento culminante da campanha foi a derrota da coalizão gaulesa chefiada pelo arverno Vercingetórix, em Alésia, em 52 a.C. Ao que parece, a pacificação completa dos gauleses não foi obtida senão durante o reinado de Augusto.

## Povos gauleses
Os gauleses dividiam-se em povos, um total de 44 na época da conquista romana. Formavam a Gália celta e foram incorporados à chamada Gália romana.

### Gália Comata
- Comunidades federadas (Civitates Foederatae), unidas a Roma e isentas de impostos:
  - Éduos (haedui), capital Augustoduno (Autun)
  - Carnutos (carnuti), capital Áutrico (Chartres)

- Comunidades livres (Civitates Liberae), recompensadas por sua fidelidade:
  - Segusiavos (segusiavi), capital Fórum dos Segusiavos (Feurs)
  - Viducasses, capital Aragênua (região: Calvados);
  - Meldos (meldi), capital Játino (Meaux)

- Comunidades estipendiárias (Civitates Stipendiariae), as pagantes de tributos:
  - Abrincátuos (Abrincatui), capital Ingena (Avranches)
  - Agnutes
  - Ambilatres
  - Andecavos (Andecavi), capital Juliômago (Angers)
  - Aulercos eburovices (Aulerci Eburovicii), capital Mediolano Ebúrvico (Le Vieil-Évreux)
  - Aulercos cenomanos (Aulerci Cenomani), capital Suindino (Le Mans)
  - Aulercos diablintes (Aulerci Diablintes), capital Novioduno (Jublains)
  - Baiocasses, capital Augustoduro (Bayeux)
  - Caletos (Caletii), capital Juliobona (Lillebonne) e Caracotino (Harfleur)
  - Coriosilitos (Coriosilitae), capital Árvio depois Fano de Marte (Corseul)
  - Lexóvios (Lexovii), capital Noviômago dos Lexóvios (Lisieux)
  - Namnetes (namnetes), capital Condenvinco (Nantes)
  - Osismos (Osismii), capital Vórgio (Carhaix)
  - Parísios (Parisii), capital Lutécia (Paris)
  - Pictões (Pictoni), capital Lemono (Poitiers)
  - Rédones (R(h)edones), capital Condate (Rennes)
  - Sênones (Senones), capital Agedinco (Sens)
  - Túrones (Turoni), capital Cesaroduno (Tours)
  - Tricasses (Tricassii), capital Augustobona (Troyes)
  - Unelos (Unelli), capital Crouciácono (Carentan)
  - vênetos (Veneti), capital Dariórigo (Vannes)
  - Veliocassos (Veliocassii), capital Rotômago (Ruão).

### Gália Aquitânia
- Albigenses (capital: Albi),
- Cadurcos (Cadurci) (região: Quercy; capital: Cahors),
- Rutenos (Ruteni) (região: Rouergue; capital: Rodez),
- Lemovices/Limosinos (Lemovici) (região: Limusino; capital: Limoges),
- Arvernos (Arverni) (região: Auvérnia; capital: Gergóvia),
- Velávios (Vellavi) (região: Velay),
- Bitúriges (Bituriges) (região: Berry; capital: Bourges),
- Aginenses/Nitiobrógios (Aginnenses/Nitiobrogii); capital Agino (Agen),
- Viviscos (região: Bordelais; capital: Bordéus),
- Sântones (Santones)(região: Saintonge; capital: Saintes),
- Petrocórios (Petrocorii) (região: Périgord; capital: Périgueux),
- Pictões (Pictones) (região: Poitou; capital: Poitiers).

### Gália Belga
- Remos (Remi), capital Durocortoro (Reims), capital da Gália Belga romana.
- Atrébates (Atrebates), capital Nemêtaco (Arras),
- Bitúriges (Bituriges), capital Avárico (Bourges),
- Eburões (Eburones), capital Aduatuqua (Tongeren)
- Leucos (Leuci), capital Násio (Naix) e Tulo (Toul),
- Morinos (Morini), capital Tarvena (Thérouanne),
- Nérvios (Nervii), capital Bávaco (Bavay),
- Tréveros (Treveri), capital Augusta dos Tréveros (Tréveris),
- Viromânduos (Viromandui), capital Viromando (Vermand).

### Povos da Província romana
- Vocôncios (Vocontii), vizinhos dos alóbroges; capital Vásio (Vaison-la-Romaine),
- Volcas arecômios (Volcae Arecomici), capital Nemauso (Nîmes),
- Volcas tectósagos (Volcae Tectosages), capital Tolosa.

### Outros povos gauleses
- Alóbroges (Allobroges), capital Viena (Vienne),
- Ambarros (Ambarri),
- Belóvacos (Bellovaci), capital Cesaromagno (Beauvais),
- Cadurcos (Cadurci), capital Caturco (Cahors),
- Cavares,
- Cêutrones (Ceutrones),
- Gábalos (Gabales), capital Arderito (Javols),
- Mediomátricos (Mediomatrices), capital Divoduro (Metz),
- Médulos (Medullos),
- Menápios (Menapii),
- Sequanos (Sequani).

## Língua
Gaulês ou língua gaulesa é o nome dado à língua celta falada na Gália antes do latim vulgar, que se tornou dominante com a conquista romana. De acordo com Júlio César em seu De Bello Gallico, o gaulês é uma das três línguas faladas na Gália, junto com a aquitânio e as línguas germânicas. O gaulês é parafileticamente agrupado com o celtibero, o lepôntico, o gálata e o celta continental.